# Majda El Bied
 (juin 2025).
Majda El Bied est une journaliste francophone et spécialiste particulièrement engagée dans l'autonomisation politique des femmes. Elle est connue pour être la directrice résidente des programmes pour la République centrafricaine et la République démocratique du Congo à l'International Republican Institute et également comme responsable principale des programmes pour l'Afrique à la Westminster Foundation for Democracy,.